# Пичаевский сельсовет (Пичаевский район)
Пичаевский сельсовет — сельское поселение в Пичаевском районе Тамбовской области Российской Федерации.
Административный центр — село Пичаево.

## История
Статус и границы сельского поселения установлены Законом Тамбовской области от 17 сентября 2004 года № 232-З «Об установлении границ и определении места нахождения представительных органов муниципальных образований в Тамбовской области».

## Население
| 2010  | 2012  | 2013  | 2014  | 2015  | 2016  | 2017  |
| ----- | ----- | ----- | ----- | ----- | ----- | ----- |
| 3718  | ↗3720 | ↘3719 | ↗3736 | ↘3694 | ↘3587 | ↘3518 |
| 2018  | 2019  | 2020  | 2021  |       |       |       |
| ↘3415 | ↘3350 | ↘3305 | ↘3289 |       |       |       |

## Состав сельского поселения
| № | Населённый пункт | Тип населённого пункта       | Население |
| - | ---------------- | ---------------------------- | --------- |
| 1 | Канищево         | село                         | ↘70       |
| 2 | Пичаево          | село, административный центр | ↘3407     |
| 3 | Свиньино         | село                         | ↘241      |